# Etihad Airways

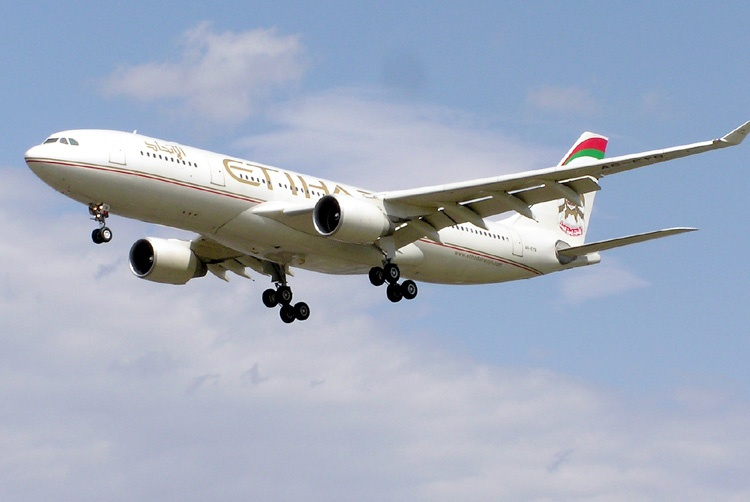
Airbus A330-200 w barwach Etihad Airways

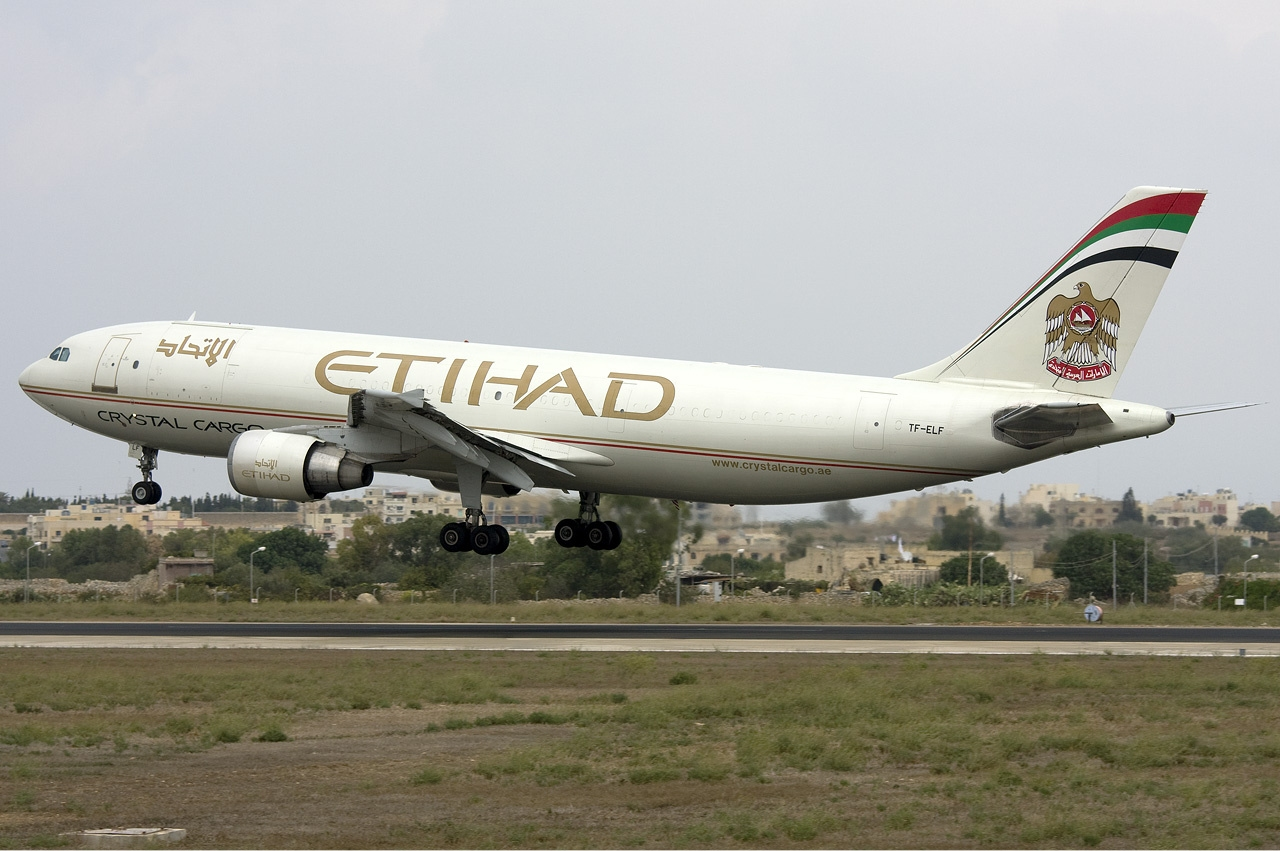
Airbus A300F linii Etihad Airways

Etihad Airways – narodowy przewoźnik Zjednoczonych Emiratów Arabskich. Linie zostały założone w lipcu 2003 dekretem podpisanym przez prezydenta ZEA Chalify ibn Zajida Al Nahajjana. Pierwszy lot, którego celem był Al-Ajn odbył się 5 listopada 2003, a 12 listopada Etihad rozpoczął działalność międzynarodową połączeniami do Bejrutu.
W 9 lat od założenia Etihad zyskał miano najszybciej rozwijającej się linii lotniczej w historii światowego lotnictwa. Jednak od 2016 do 2020 przewoźnik doznał strat w wysokości 4,75 miliarda dolarów i sprzedawał część użytkowanych samolotów.
Linie lotnicze Etihad obsługiwały ponad 1000 przelotów każdego tygodnia, zapewniały przelot do 84 miejsc, w 52 krajach na kontynentach poza Antarktydą. Głównym węzłem jest port lotniczy Abu Zabi.

## Połączenia Etihad Airways
| Afryka                       | Afryka                                                                                              | Afryka | Afryka            |
| Kraj                         | Miasto                                                                                              | Lotnisko | Komentarz         |
| ---------------------------- | --------------------------------------------------------------------------------------------------- | --- | ----------------- |
| Egipt                        | Aleksandria Kair                                                                                    | Port lotniczy Burdż al-Arab* Port lotniczy Kair | *trasa sezonowa   |
| Kenia                        | Nairobi                                                                                             | Port lotniczy Jomo Kenyatta |                   |
| Maroko                       | Casablanca Rabat                                                                                    | Port lotniczy Casablanca Port lotniczy Rabat-Sala |                   |
| Nigeria                      | Lagos                                                                                               | Port lotniczy Lagos |                   |
| Południowa Afryka            | Johannesburg                                                                                        | Port lotniczy Johannesburg |                   |
| Seszele                      | Mahé                                                                                                | Port lotniczy Mahé |                   |
| Sudan                        | Chartum                                                                                             | Port lotniczy Chartum |                   |
| Ameryka Północna             | | |                   |
| Kraj                         | Miasto                                                                                              | Lotnisko | Komentarz         |
| Kanada                       | Toronto                                                                                             | Port lotniczy Toronto-Lester B. Pearson |                   |
| Stany Zjednoczone            | Chicago Columbus Los Angeles Nowy Jork Waszyngton                                                   | Port lotniczy Chicago-O’Hare Rickenbacker International Airport* Port lotniczy Los Angeles Port lotniczy Johna F. Kennedy’ego Port lotniczy Waszyngton-Dulles | *cargo            |
| Australia                    | | |                   |
| Kraj                         | Miasto                                                                                              | Lotnisko | Komentarz         |
| Australia                    | Brisbane Melbourne Sydney                                                                           | Port lotniczy Brisbane Port lotniczy Melbourne Port lotniczy Sydney |                   |
| Azja                         | | |                   |
| Kraj                         | Miasto                                                                                              | Lotnisko | Komentarz         |
| Arabia Saudyjska             | Dammam Dżudda Medyna Rijad                                                                          | Port lotniczy Ad-Dammam Port lotniczy Dżudda Port lotniczy Medyna Port lotniczy Rijad |                   |
| Azerbejdżan                  | Baku                                                                                                | Port lotniczy Male |                   |
| Bahrajn                      | Manama                                                                                              | Port lotniczy Bahrajn |                   |
| Bangladesz                   | Ćottogram Dhaka                                                                                     | Port lotniczy Shah Amanat* Port lotniczy Dhaka* | *cargo            |
| Chiny                        | Pekin Chengdu Hongkong Szanghaj                                                                     | Port lotniczy Pekin Port lotniczy Chengdu-Shuangliu Port lotniczy Hongkong Port lotniczy Szanghaj-Pudong |                   |
| Filipiny                     | Manila                                                                                              | Port lotniczy Manila |                   |
| Liban                        | Bejrut                                                                                              | Port lotniczy Bejrut |                   |
| Indie                        | Ahmadabad Bengaluru Ćennaj Nowe Delhi Hajdarabad Koczin Kolkata Kozhikode Mumbaj Thiruvananthapuram | Port lotniczy Ahmadabad Port lotniczy Bengaluru Port lotniczy Ćennaj Port lotniczy Indiry Gandhi w Delhi Port lotniczy Hajdarabad Port lotniczy Koczin Port lotniczy Kolkata Port lotniczy Calicut Port lotniczy Króla Śiwadźiego w Mumbaju Port lotniczy Thiruvananthapuram |                   |
| Indonezja                    | Dżakarta                                                                                            | Port lotniczy Dżakarta-Soekarno-Hatta |                   |
| Irak                         | Irbil                                                                                               | Port lotniczy Irbil |                   |
| Japonia                      | Nagoja Tokio                                                                                        | Port lotniczy Chūbu Port lotniczy Narita |                   |
| Jordania                     | Amman                                                                                               | Port lotniczy Amman |                   |
| Kazachstan                   | Astana                                                                                              | Port lotniczy Nur-Sułtan |                   |
| Korea Południowa             | Seul                                                                                                | Port lotniczy Seul-Inczon |                   |
| Kuwejt                       | Kuwejt                                                                                              | Port lotniczy Kuwejt |                   |
| Malediwy                     | Male                                                                                                | Port lotniczy Male |                   |
| Malezja                      | Kuala Lumpur                                                                                        | Port lotniczy Kuala Lumpur |                   |
| Nepal                        | Katmandu                                                                                            | Port lotniczy Katmandu |                   |
| Oman                         | Maskat Salala                                                                                       | Port lotniczy Maskat Port lotniczy Salala* | *trasa sezonowa   |
| Pakistan                     | Islamabad Karaczi Lahaur                                                                            | Islamabad International Airport Port lotniczy Dźinnaha w Karaczi Port lotniczy Lahaur |                   |
| Singapur                     | Singapur                                                                                            | Port lotniczy Singapur-Changi |                   |
| Sri Lanka                    | Kolombo                                                                                             | Port lotniczy Kolombo |                   |
| Tajlandia                    | Bangkok Phuket                                                                                      | Port lotniczy Bangkok-Suvarnabhumi Port lotniczy Phuket |                   |
| Wietnam                      | Hanoi Ho Chi Minh                                                                                   | Port lotniczy Nội Bài w Hanoi* Port lotniczy Tân Sơn Nhất w Ho Chi Minh* | *cargo            |
| Zjednoczone Emiraty Arabskie | Abu Zabi                                                                                            | Port lotniczy Abu Zabi | Hub               |
| Europa                       | | |                   |
| Kraj                         | Miasto                                                                                              | Lotnisko | Komentarz         |
| Belgia                       | Bruksela                                                                                            | Port lotniczy Bruksela |                   |
| Białoruś                     | Mińsk                                                                                               | Port lotniczy Mińsk |                   |
| Czechy                       | Praga                                                                                               | Port lotniczy Praga | Od 2 czerwca 2025 |
| Francja                      | Paryż                                                                                               | Port lotniczy Paryż-Roissy-Charles de Gaulle |                   |
| Grecja                       | Ateny                                                                                               | Port lotniczy Ateny |                   |
| Hiszpania                    | Barcelona Madryt                                                                                    | Port lotniczy Barcelona Port lotniczy Madryt-Barajas |                   |
| Holandia                     | Amsterdam                                                                                           | Port lotniczy Amsterdam-Schiphol |                   |
| Irlandia                     | Dublin                                                                                              | Port lotniczy Dublin |                   |
| Niemcy                       | Düsseldorf Frankfurt nad Menem Monachium                                                            | Port lotniczy Düsseldorf Port lotniczy Frankfurt Port lotniczy Monachium |                   |
| Polska                       | Warszawa                                                                                            | Port lotniczy Warszawa | Od 3 czerwca 2025 |
| Rosja                        | Moskwa                                                                                              | Port lotniczy Moskwa-Domodiedowo |                   |
| Serbia                       | Belgrad                                                                                             | Port lotniczy Belgrad |                   |
| Szwajcaria                   | Genewa Zurych                                                                                       | Port lotniczy Genewa-Cointrin Port lotniczy Zurych-Kloten |                   |
| Turcja                       | Stambuł                                                                                             | Port lotniczy Stambuł |                   |
| Wielka Brytania              | East Midlands Londyn Manchester                                                                     | Port lotniczy East Midlands* Port lotniczy Londyn-Heathrow Port lotniczy Manchester | *cargo            |
| Włochy                       | Mediolan Rzym                                                                                       | Port lotniczy Mediolan-Malpensa Port lotniczy Rzym-Fiumicino |                   |

## Linie partnerskie
Etihad Airways oferuje swoim pasażerom połączenia lotnicze w formule codeshare z poniższymi liniami lotniczymi:
| - Aer Lingus - Aer Lingus Regional - Air Astana - Air Canada - Air France - Air Serbia - Air Malta - Air New Zealand - Air Seychelles - Alitalia - All Nippon Airways - American Airlines - Asiana Airlines - Bangkok Airways | - Belavia - Brussels Airlines - China Eastern Airlines - Flybe - Garuda Indonesia - Hainan Airlines - Jat Airways - Jet Airways - Kenya Airways - Korean Air - Kuwait Airways - Malaysia Airlines - Middle East Airlines - Nas Air | - Niki - Olympic Air - Philippine Airlines - Royal Air Maroc - S7 Airlines - Safi Airways - South African Airways - SriLankan Airlines - TAP Portugal - Turkish Airlines - Vietnam Airlines - Virgin Australia |

## Flota
Według stanu na lipiec 2025 flota Etihad Airways składała się ze 102 samolotów, w tym 5 przeznaczonych do transportu cargo, o średnim wieku 9,0 lat:
| Samolot          | Samolot | Samolot   | Liczba miejsc | Liczba miejsc | Liczba miejsc | Liczba miejsc | Liczba miejsc | Uwagi                                                     |
| Model            | Aktywne | Zamówione | R             | F             | B             | E             | Łącznie       | Uwagi                                                     |
| ---------------- | ------- | --------- | ------------- | ------------- | ------------- | ------------- | ------------- | --------------------------------------------------------- |
| Airbus A320-200  | 14      | –         | –             | –             | 16            | 120           | 136           |                                                           |
| Airbus A320-200  | 14      | –         | –             | –             | 8             | 150           | 158           |                                                           |
| Airbus A320neo   | 1       | –         | –             | –             | 8             | 168           | 176           |                                                           |
| Airbus A321-200  | 9       | –         | –             | –             | 8             | 188           | 196           |                                                           |
| Airbus A321neo   | 6       | 20        | –             | 2             | 14            | 144           | 160           | W trakcie dostawy oraz zmiany konfiguracji z 2 na 3 klasy |
| Airbus A321neo   | 6       | 20        | –             | –             | 16            | 182           | 198           | W trakcie dostawy oraz zmiany konfiguracji z 2 na 3 klasy |
| Airbus A321neo   | 6       | 20        | –             | –             | 8             | 200           | 208           | W trakcie dostawy oraz zmiany konfiguracji z 2 na 3 klasy |
| Airbus A321neo   | 6       | 20        | –             | –             | 8             | 215           | 223           | W trakcie dostawy oraz zmiany konfiguracji z 2 na 3 klasy |
| Airbus A350-1000 | 6       | 14        | –             | –             | 28            | 152           | 180           | W trakcie dostawy od 2019                                 |
| Airbus A380-800  | 7       | –         | 2             | 9             | 70            | 405           | 486           |                                                           |
| Boeing 777-300ER | 9       | –         | –             | 8             | 40            | 280           | 328           |                                                           |
| Boeing 777-300ER | 9       | –         | –             | –             | 40            | 330           | 370           |                                                           |
| Boeing 777-300ER | 9       | –         | –             | –             | 28            | 374           | 402           |                                                           |
| Boeing 787-9     | 35      | 6         | –             | 8             | 28            | 190           | 226           |                                                           |
| Boeing 787-9     | 35      | 6         | –             | –             | 28            | 262           | 290           |                                                           |
| Boeing 787-9     | 35      | 6         | –             | –             | 32            | 271           | 303           |                                                           |
| Boeing 787-10    | 10      | 20        | –             | –             | 32            | 295           | 327           | W trakcie dostawy od 2018                                 |
| Etihad Cargo     |         |           |               |               |               |               |               |                                                           |
| Boeing 777-200F  | 5       | –         |               |               |               |               |               |                                                           |
| Łącznie          | 102     | 60        |               |               |               |               |               |                                                           |

## Kabiny Etihad Airways

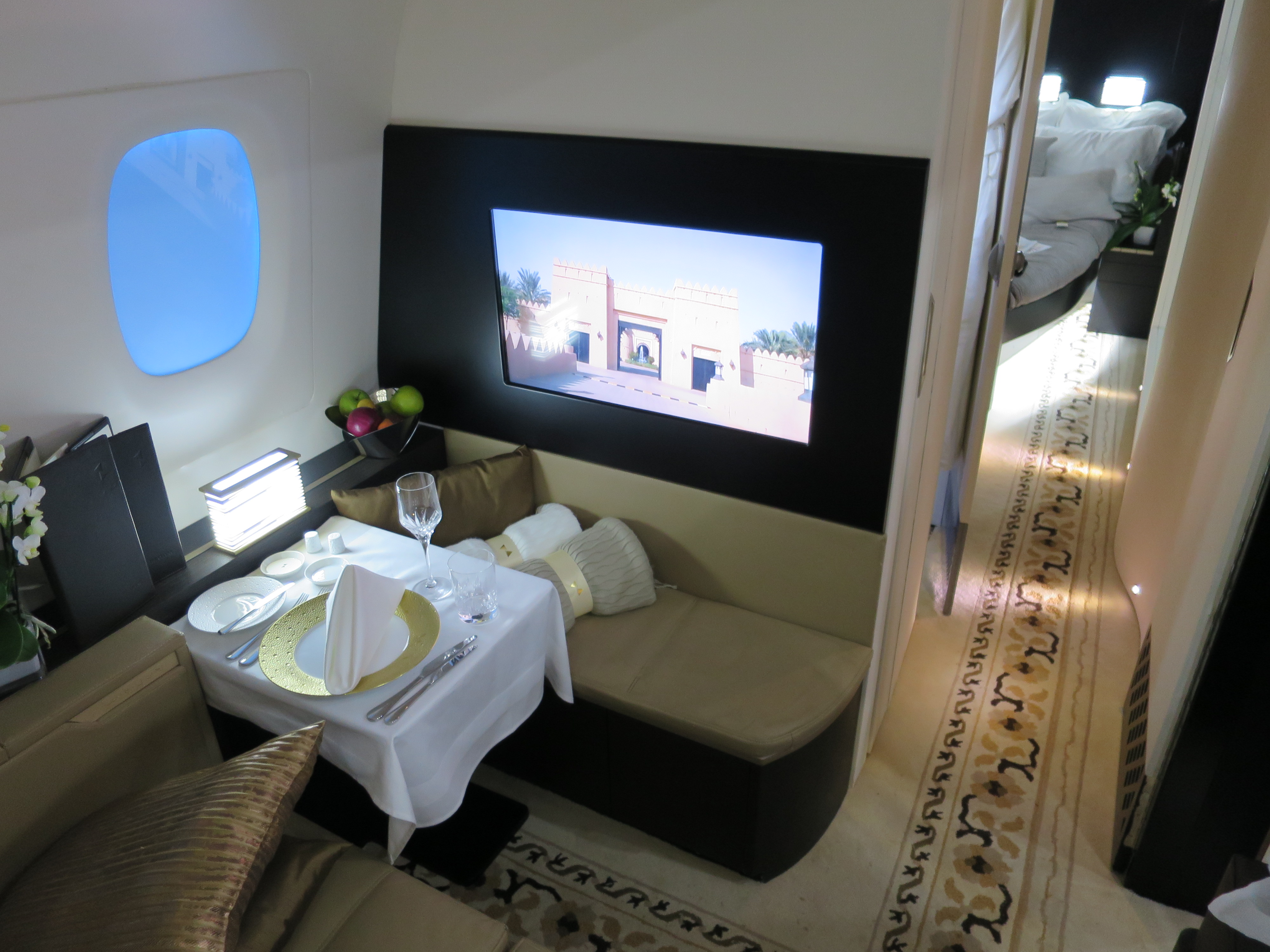
The Residence w Airbus A380

Etihad Airways wprowadził nowe kabiny w grudniu 2014. Niezależnie od klasy podróży przewoźnik oferuje bezpłatny ciepły posiłek oraz nielimitowany dostęp do napojów. Wszystkie samoloty za wyjątkiem Airbus A320 oferują możliwość bezpłatnego korzystania z pokładowego wi-fi przez cały lot.

### Kabiny klas podróży od 2015

#### The Residence
Na pokładzie Airbusa A380 klienci mogą skorzystać z opcji wykupienia trzypokojowego apartamentu o powierzchni 11,6 metrów kwadratowych. Przeznaczony dla maksymalnie dwóch pasażerów, The Residence oferuje łazienkę z prysznicem, prywatną sypialnię z podwójnym łóżkiem o długości 210 centymetrów i oddzielny salon z 32-calowym telewizorem. Do apartamentu przypisany jest osobisty kamerdyner.

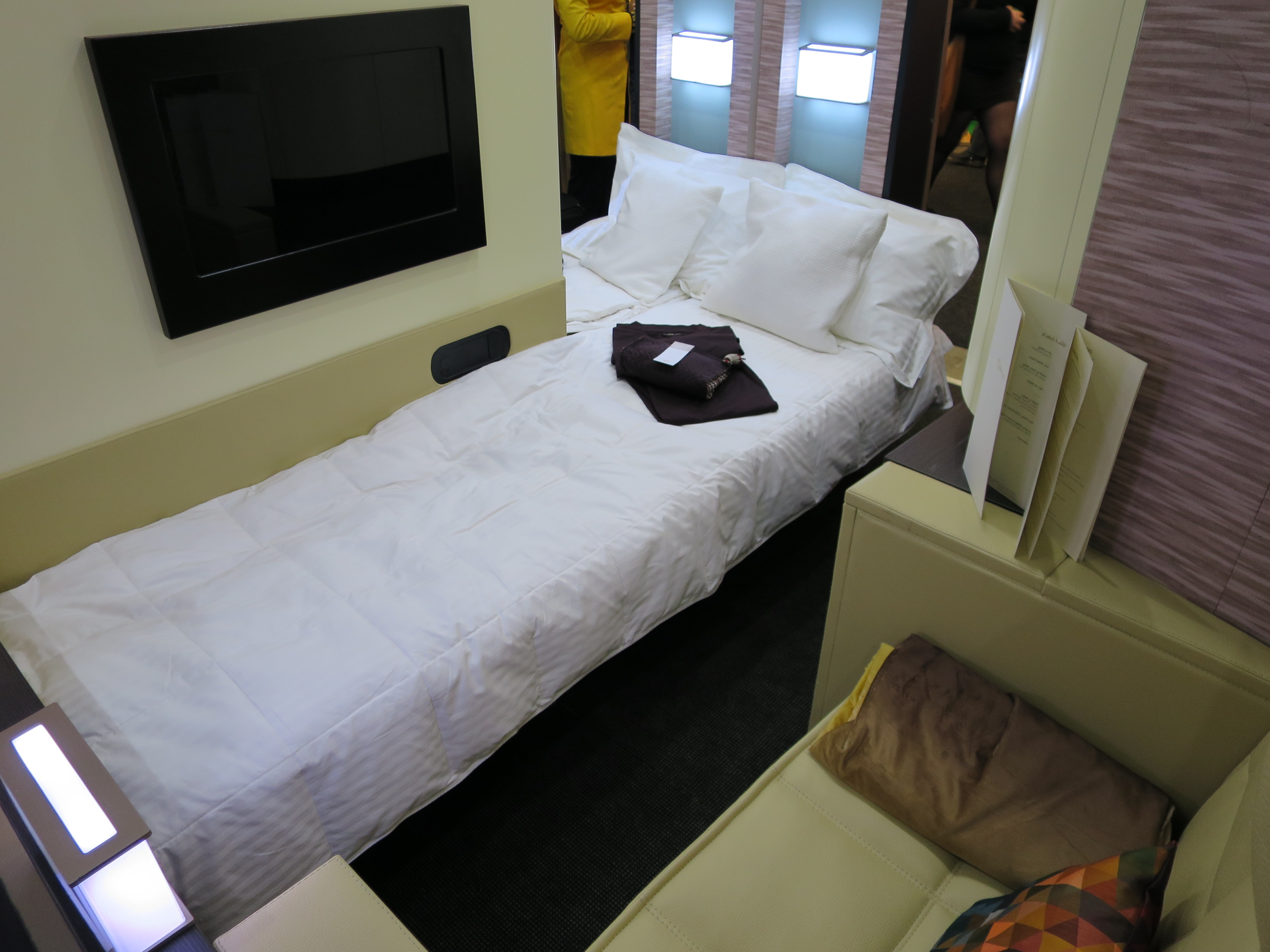
Klasa Pierwsza w Airbus A380

#### First Class Apartment
Rodzaj apartamentu klasy pierwszej dostępny na pokładzie Airbusa A380. Każdy wyposażony jest w fotel rozkładany o szerokości 77 centymetrów, który można przekształcić w łóżko. Ponadto wyposażenie obejmuje 24-calowy telewizor, który można ustawić w jednej linii z łóżkiem, dodatkowy fotel, toaletkę z kosmetykami, czy barek ze schłodzonymi napojami.

#### First Class Suite
Rodzaj apartamentu klasy pierwszej dostępny na pokładzie Boeinga 787-9. Miejsce wyposażone jest w rozkładany fotel o szerokości 66 centymetrów, który można przekształcić w całkowicie płaskie łóżko, stół jadalny i 24-calowy monitor.

#### Business Studio
Klasa podróży dostępna we wszystkich samolotach przewoźnika. Miejsca w tej klasie dysponują fotelami o szerokości 56 centymetrów, który można przekształcić w płaskie łóżko i 18-calowy ekran.

#### Economy Smart Seat
Fotele w klasie ekonomicznej, w zależności od samolotu mają szerokość od 43 do 48 centymetrów. Każde miejsce wyposażone jest w 11-calowy ekran dotykowy.

### Kabiny klas podróży do 2014

#### First Class „Diamond”
Pomieszczenie klasy First Class „Diamond” umożliwiały skorzystanie z najprzyjemniejszego sposobu latania, a liczne zalety zapewniały komfort i odprężenie już na pokładzie samolotu. Atuty tej klasy to były: bezpłatny wstęp do poczekalni First Class Lounge, fotele z funkcją masażu pleców rozkładające się do pozycji łóżka o długości 205 cm z wbudowaną funkcją masażu. Dodatkowo każdy pasażer posiadał swój własny „mini apartament”, z przesuwanymi drzwiami, oddzielającymi go od innych pasażerów. Fotele rozmieszczone były w konfiguracji 1-2-1. Linie zapewniały indywidualny serwis, szeroki wybór menu „a la carte” oraz selekcję win, puchową poduszkę, koc, prywatną przebieralnię, mini-bar, możliwość spożycia posiłku przy stole, w towarzystwie innych pasażerów, rozrywkę na pokładzie (osobiste ekrany telewizyjne LCD 23”, dostęp do gier video, kanałów telewizyjnych, filmów i muzyki, w niektórych modelach dostęp do Internetu).

#### Business Class „Pearl”
Pomieszczenie klasy Business Class „Pearl” zapewniały komfort i odprężenie już na pokładzie samolotu. Atuty tej klasy to były: bezpłatny wstęp do poczekalni Business Lounge. W zależności od modelu do wyboru były łóżka o długości 186 cm z wbudowaną funkcją masażu, lub wygodne, rozkładane fotele, gdzie odległość między rzędami wynosi 125 cm. Fotele rozmieszczone były w konfiguracji 2-2 (fotele) lub 1-2-1 (łóżka). Linie zapewniały indywidualny serwis, szeroki wybór menu „a la carte” oraz selekcję win, poduszkę, koc, rozrywkę na pokładzie (osobiste ekrany telewizyjne LCD 10”7 (fotele) lub 15” (łóżka), dostęp do gier video, kanałów telewizyjnych, filmów i muzyki, w niektórych modelach dostęp do Internetu).

#### Economy Class „Coral”
Pomieszczenie klasy Economy Class „Coral” zapewniały międzynarodowy, wielojęzyczny personel pokładowy, nowoczesne, wygodne i ergonomiczne fotele z obszerną przestrzenią na nogi, gdzie odległość między rzędami wynosiła 80 cm, konfiguracja foteli – różna, szeroki wybór kaw, herbat i deserów, a także 3 dania do wyboru, poduszka, rozrywka na pokładzie (osobiste ekrany telewizyjne – 10”4, dostęp do gier video, kanałów telewizyjnych, filmów i muzyki, w niektórych modelach dostęp do Internetu).

## Program Lojalnościowy

### Etihad Guest Miles
Linie Etihad Airways oferują swoim pasażerom program Stałego Klienta Etihad Guest Miles. Wszyscy pasażerowie podróżujący liniami Etihad Airways mają możliwość gromadzenia mil, a następnie wykorzystanie ich w dowolny sposób np. wymianę na atrakcyjne nagrody. Członkowie programu podróżujący liniami Etihad Airways na dowolnej trasie mają możliwość gromadzenia mil na swoim koncie, co daję im w przyszłości wiele benefitów (darmowe przeloty, zakupy itd., bowiem linie Etihad mają wielu partnerów na całym świecie).